# NGC 449
NGC 449 es una galaxia espiral de la constelación de Piscis. 
Fue descubierta el 11 de noviembre de 1881 por el astrónomo Édouard Jean-Marie Stephan.